# Мілка (Біблія)
Мілка (івр. מילכה) — племінниця Авраама, дочка Гарана, дружина Нахора (Бут. 11:29). Народила Нахорові вісім синів, серед нащадків Мілки: Ревека, Арам, Бетуїл (Бетуель), Лаван (Бут. 22: 20-23).
Мілка — біблійне ім'я, та значить «керуююча, пануюча». Мілка із своєю сестрою Іскою були дітьми Гарана — брата Авраама. Отже Нахор був одружений зі своєю племінницею, що пізніше за законом Мойсея не було заборонено. Через Бетуела (батька Ревеки), Мілка — прабабця Ісава та Якова.

## Книга Чисел
Про ще одну Мілку повідомляє Книга Чисел та пророка Ісаї. Вона належить до родини Целофхада, сина Хефера, з племені Манасії. Вона мала сестер: Махлу, Ноа, Хоглу, та Тірцу.